# Lista monumentelor istorice din București cu sector necunoscut

Simbol pentru monumentele istorice

Lista monumentelor istorice din București cu sector necunoscut cuprinde monumentele istorice din municipiul București înscrise în Patrimoniul cultural național al României care nu au menționat sectorul în care se află. Lista completă este menținută și actualizată periodic de către Ministerul Culturii, Cultelor și Patrimoniului Național din România, ultima versiune datând din 2015.
Puteți căuta monumente istorice din orice sector folosind formularul de mai jos:
| Cod LMI                              | Denumire                         | Localitate           | Localizare | Datare, Creatori  | Imagine               | Erori             |
| ------------------------------------ | -------------------------------- | -------------------- | --- | ----------------- | --------------------- | ----------------- |
| B-I-s-B-17892 (RAN: 179132.33)       | Piața Unirii                     | municipiul București | În Piața Unirii; carou cadastral 15 - 16; CB 44.42614°N 26.10415°E |                   | Alte imagini          | Raportează eroare |
| B-I-m-B-17892.01 (RAN: 179132.33.02) | Vestigiile Palatului Brâncoveanu | municipiul București | În Piața Unirii; carou cadastral: 15 - 16; CB; la poalele Dealului Patriarhiei | sec. XVII - XVIII | Încarcă foto \| video | Raportează eroare |
| B-I-m-B-17892.02 (RAN: 179132.33.01) | Așezare                          | municipiul București | În Piața Unirii; carou cadastral 15 - 16; CB | sec. IX - XI      | Încarcă foto \| video | Raportează eroare |
| B-II-s-B-17910                       | Sit I                            | municipiul București | Splaiul Independenței - str. Vasile Pârvan - str. Berzei - str. Buzești - str. Sevastopol - str. Grigore Alexandrescu - str. Polonă - str. Mihai Eminescu - str. Traian - str. Popa Nan - str. Țepeș Vodă - str. Traian - str. dr. Maximilian Popper - str. Anton Pann - Bd. Mircea Vodă - Bd. Corneliu Coposu - str. Halelor |                   | Încarcă foto \| video | Raportează eroare |
| B-II-s-B-17911                       | Sit II                           | municipiul București | Splaiul Independenței - Bd. Libertății - Piața Maria - Bd. George Coșbuc - str. Gazelei - str. Mitropolit Filaret - Piața Gării Filaret - str. Dr. C. Istrati - Piața Libertății - Bd. Mărășești - Bd. Dimitrie Cantemir - Piața Unirii - str. Halelor                                                                        |                   | Încarcă foto \| video | Raportează eroare |
| B-II-s-B-17912                       | Sit III                          | municipiul București | Splaiul Independenței - Piața Unirii - Bd. Unirii - Bd. Libertății |                   |                       | Raportează eroare |